# دورنير كونسلتنق
دورنير كونسلتنق جي ام بي اتش (بالإنجليزية: Dornier Consulting GmbH)‏ شركة دولية للاستشارات وإدارة المشاريع في مجالات الحركة، والنقل، والبيئة، والمياه .
تأسست الشركة عام 1962 من الشركة الأم Dornier Planungsberatung في مدينة Friedrichshafen في ألمانيا والتي ركزت على مشاريع البحث والتطوير للمنشآت العامة والعسكرية.
في عام 1995 سجلت Dornier من خلال دايملر بنز Daimler-Benz لتكون شركة استشارية مستقلة ذات مسؤولية محدودة (GmbH).
مع تأسيس شركة إيدس(EADS) في عام 2000 ، أصبحت Dornier مملوكة بنسبة 100 ٪ من ايدس دويتشلاند جي ام بي اتش (EADS Deutschland GmbH).
في الوقت الحاضر لدى Dornier Consulting نحو 350 موظف في جميع أنحاء العالم. حيث تدير أكثر من 100 مشروع في 25 بلد بتكلفة إجمالية تقدر بـ 30 مليار يورو.
تعمل Dornier Consulting مع كبار العملاء مثل الاتحاد الأوروبي ومختلف الحكومات والوكالات والبنك الدولي والدويتشه بان (Deutsche Bahn) ودايملر(Daimler) و(EADS) وغيرها.
وقد تم إعادة هيكلة وحدات الأعمال في عام 2007 ، وهي الآن التخصصات الأربعة التالية :
- Transportation / Infrastructure النقل / البنية التحتية
- Automotive السيارات
- Aerospace / Security الفضاء والطيران / الأمن
- Environment / Water البيئة والمياه

لدى Dornier Consulting شركات فرعية وهي : (PM Academy GmbH) وتعمل في التدريب في مجال إدارة المشاريع، و(wpm Projektmanagement GmbH)وتعمل في الخدمات الاستشارية في مجال إدارة مشاريع البناء، و(Dornier Consulting Engineering & Services) وتعمل في دعم المصنعين والموردين في تنمية وضمان الجودة) ، وقد افتتح مؤخرا فرع لـ Dornier Consulting في جنوب أفريقيا.
كما يوجد لدى Dornier Consulting فروع في كل من :أبو ظبي (الإمارات العربية المتحدة) ، موسكو (روسيا) والخرطوم (السودان) والرياض (المملكة العربية السعودية) .